# Fort Monroe
O Fort Monroe, Virgínia (também conhecido como Fortaleza Monroe) é uma instalação militar de Hampton, localizada no Old Point Comfort (que está na ponta da Península da Virgínia), onde o rio James se encontra com a baía Chesapeake.
Em 1634, o lugar se tornou parte do Elizabeth Shire River, e foi incluído em Elizabeth City County quando foi formada em 1643. A área, incluindo o Fort Monroe, tornou-se parte da cidade de Hampton, independente quando Elizabeth City County Town e Phoebus concordaram com a consolidação de Hampton, em 1952.
O Fort Monroe foi concluído em 1834, e tem o nome em homenagem ao Presidente americano James Monroe. Totalmente cercado por um fosso, o Fort Monroe é um dos vários lugares selecionados para ser fechados em Setembro de 2011, pelas Forças Armadas dos Estados Unidos.